# Analytic Bibliography of Online Neo-Latin Texts
Die Analytic Bibliography of Online Neo-Latin Texts ist eine Bibliographie neulateinischer Texte, die im Internet frei zugänglich sind. 
Erstmals am 1. Januar 1999 veröffentlicht, umfasste die von Dana Ferrin Sutton (Professor of Classics an der University of California, Irvine) erstellte Liste im Januar 2011 nahezu 37.500 Einträge, im November 2019 waren es über 64.000. Aufgenommen wurden lateinische Texte (auch kurze Auszüge aus längeren Werken und Aufsätze in gelehrten lateinischen Zeitschriften) seit der Renaissance (seit ca. 1350).
Die Bibliographie gilt als das beste Nachweisinstrument für die Ermittlung retrodigitalisierter alter Drucke in Latein, das in der Frühen Neuzeit die maßgebliche Gelehrtensprache war.
2004 zog die Bibliographie auf einen Server der Universität Birmingham um, die zugesagt hat, das Dachprojekt The Philological Museum dauerhaft kostenfrei zur Verfügung zu stellen.